# 黎凡特
黎凡特（阿拉伯語：المشرق /ʔal-maʃriq/）是历史上一个模糊的中东地理名称，廣義指的是地中海东岸、托魯斯山脈以南、阿拉伯沙漠以北和上美索不达米亚以西的一大片西亚地区，不包括托魯斯山脉、阿拉伯半岛和安納托利亞，不过有时也包括奇里乞亚在内。西奈半岛有时包括在黎凡特内，不过一般被看作是黎凡特与埃及北部之间的边缘地区。有些时间裡黎凡特的文化和居民曾经在西奈半岛和尼罗河占支配地位，但是这些地方一般不被纳入黎凡特。

## 來源
「黎凡特」一詞原本適用於「意大利以東的地中海土地」，在中古法語中，levant一字即太阳升起之处、「東方」的意思。
歷史上，黎凡特於西歐與鄂圖曼帝國之間的貿易擔當重要的經濟角色。黎凡特是中世纪东西方贸易的传统路线，是阿拉伯商人通过陆路将印度洋的香料等货物运到地中海黎凡特地区，威尼斯和热那亚的商人从黎凡特将货物运欧洲各地。
该地区在阿拉伯语中也称为沙姆（al-Shām），意为左路，当阿拉伯人在麦加面朝东方礼拜时，大叙利亚地区在左边，故名。

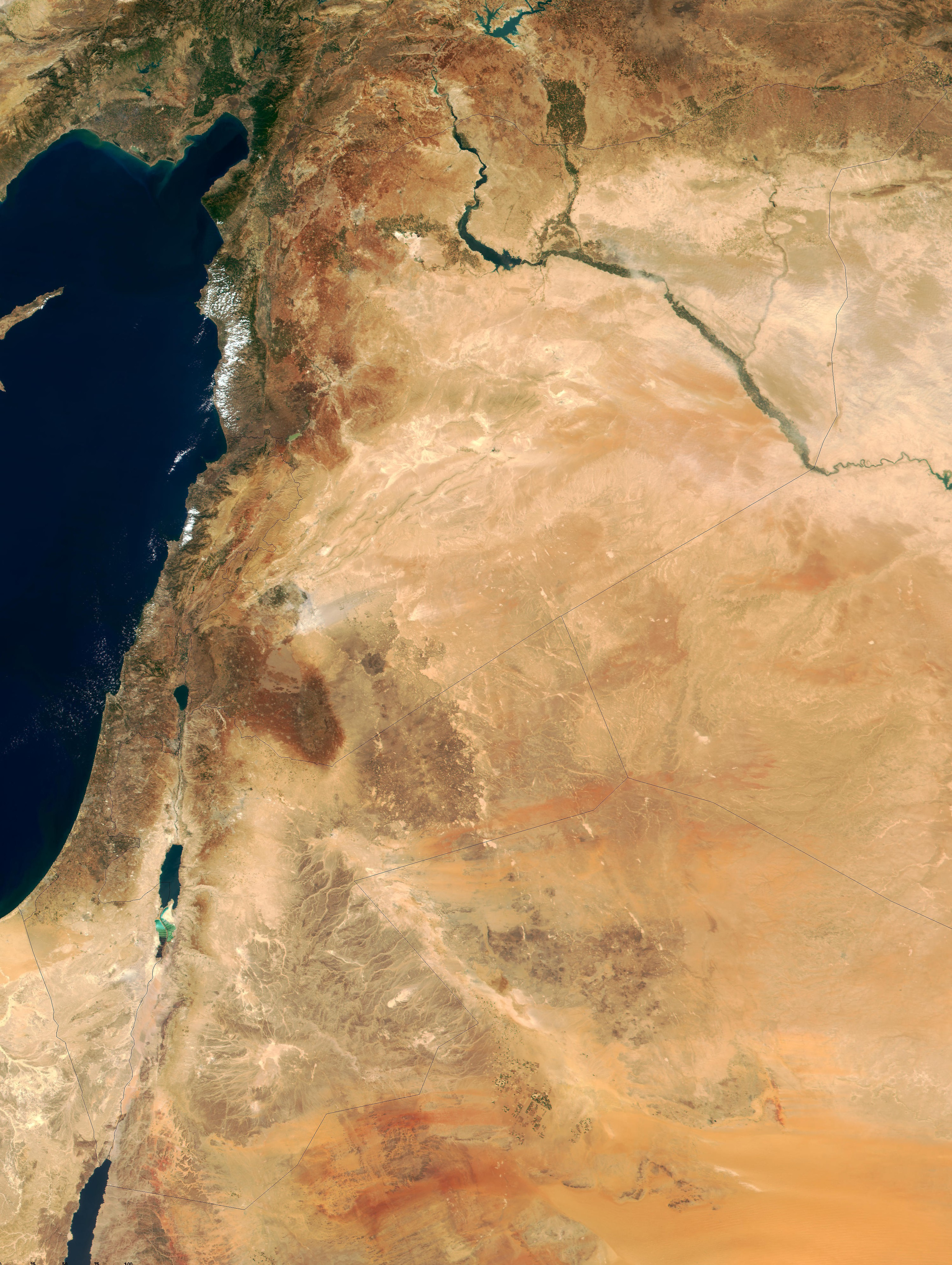
地中海東岸，2000年
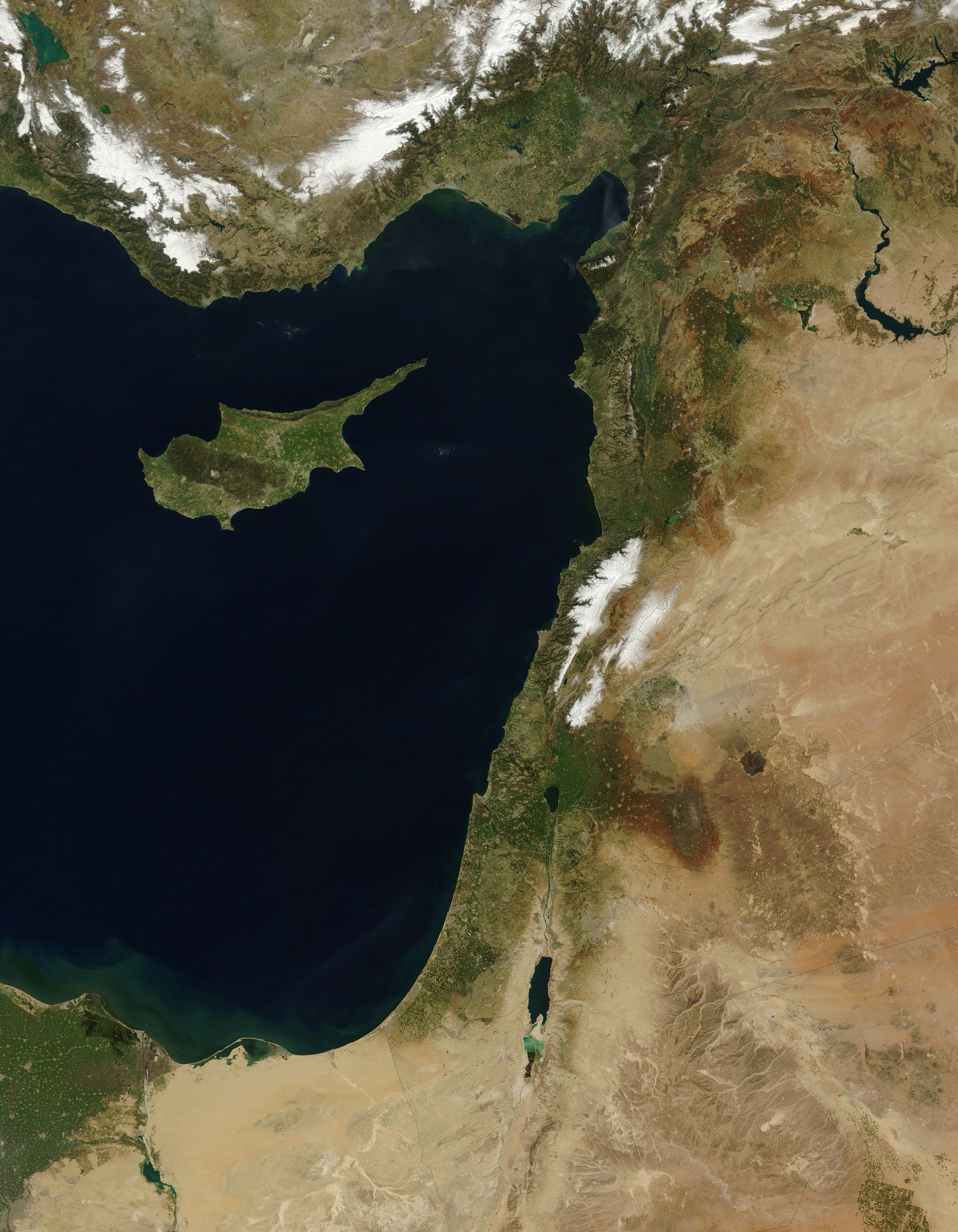
地中海東岸，2011年